# Спирачка
Спирачката е устройство за намаляване на скоростта на автомобил или друго превозно средство или за неговото напълно спиране. При този процес кинетичната енергия на автомобила се превръща в топлинна посредством триене.

## Спирачки с директно действие
Общия принцип е да се получи намаляване на движението чрез повишаване на триенето върху самото колело. Най-известните примери са:
- Велосипедна спирачка – 2 гумени правоъгълника на обща челюст, жило и лост за опъването му. При дърпането на лоста жилата се опъват и гумичките се притискат към специална гладка част от двете страни към каплата на колелото, повишавайки триенето. Челюстите на велосипедната спирачка се притискат перпендикулярно на посоката на движение.

- Железопътна спирачка – метални челюсти със закрепени накладки се притискат към външния ръб на металните колела (най-често на вагони, по-рядко при локомотиви). Задействането им се осъществява ръчно или пневматично. Челюстите на железопътната спирачка се притискат успоредно на посоката на движение.

## Спирачки, действащи чрез специализирана конструкция

### Барабанни спирачки
- Това е конструкция която включва цилиндричен спирачен барабан, въртящ се заедно с колелото. Външно на барабана и свободно обхващаща го се монтира спирачна лента. Спирачното действие се осъществява чрез натягане (обикновено ръчно или с крачна система) на лентата и от триенето ѝ в барабана. Използват се в строителни машини (лебедки), в автомобилите до 30 години на ХХ век, като ръчно и крачно задвижвана спирачна система във верижни трактори или други верижни машини.

- Конструкция на барабанни спирачки с вътрешно разположени челюстни феродови накладки. Спирачното действие се осъществява при отварянето им и триенето на накладките в цилиндричната част на барабана. Задействането се осъществява с хидравлична или пневматична система (при автомобилите, самолетите) или с ръчна или крачна система, както е при мотоциклетите.

Барабанната челюстна спирачка се състои от спирачен диск с две челюсти и спирачен барабан. Челюстите са закрепени шарнирно към диска чрез опорни палци и опори, а дискът е монтиран непосредствено към ръкава на полуоста (за задните колела) или към шенкела (за предните колела). Спирачният барабан, който обхваща отвън челюстите, е свързан неподвижно с колелото. Върху външните повърхности на челюстите са захванати неподвижно фрикционни накладки
Когато челюстите се разтварят, фрикционните им накладки се притискат към вътрешната повърхност на барабана. Между накладките и барабана възникват сили на триене, които създават спирачен момент, насочен обратно на посоката на въртене на колелото. В мястото на допиране на колелото с пътя триещият момент поражда спирачна сила, която е насочена обратно на движението на автомобила и осигурява неговото спиране.
Според посоката на разтваряне на челюстите барабанните челюстни спирачки се делят на еднопосочни и двупосочни
В двупосочните спирачки двете челюсти се разтварят в противоположни посоки чрез спирачен цилиндър. Ако челюстите са симетрични, силите на триене на двете челюсти не са еднакви. Силите на триене на челюстта, която се разтваря по посоката на въртене на барабана, са по-големи от силите на триене на челюстта, която се разтваря в обратна посока. В същото съотношение се намират и спирачните моменти на двете челюсти. Ако посоката на въртене на барабана се смени, сменят се и ролите на двете челюсти. Поради това големината на общия спирачен момент на цялата спирачка не зависи от посоката на въртене на барабана – тя е еднаква за двете посоки на въртене.
В предните колела на леките автомобили се използват еднопосочните спирачки, при които двете челюсти се разтварят в една и съща посока чрез два отделни спирачни цилиндъра. Спирачките се монтират по такъв начин, че при движение на автомобила на преден ход посоката на разтваряне на челюстите да съвпада с посоката на въртене на барабана. В този случай двете челюсти осигуряват голям спирачен момент. Общият спирачен момент на такава спирачка е по-голям от общия спирачен момент на двупосочната спирачка. Ако посоката на въртене на барабана се смени (при движение на автомобила на заден ход), общият спирачен момент на спирачката намалява и става по-малък от общия спирачен момент на двупосочната.

### Дискови спирачки
- Състоят се от стоманен диск, закрепен на една главина с колелото, и спирачна система от накладки и хидравлична система за притискане на накладките към диска. Това е модерна и ефективна спирачна система и се прилага в съвременните автомобили. В по-прост вид с ръчно задействане на накладките на дисковата спирачка тази система се използва във велосипедите и някои мотоциклети.

### Магнитоелектрични спирачки
- Този вид спирачки се използват предимно в релсовите транспортни средства. Характерното за тази спирачна система е, че действа върху релсовия път за спиране на транспортното средство.

### Въздушни спирачки
Това наименование не трябва да се смесва с използваната пневматика за задействане на механичните системи на спирачките.
Въздушните спирачки въздействат посредством увеличаване на челното съпротивление на транспортното средство във въздушната среда. В самолетите това са плоскости монтирани на фюзелажа или крилата, които не трябва да променят подемната сила, но съществено да намаляват скоростта на движение. Използват се и специализирани парашутни системи за намаляване разбега при приземяване.

## Постоянни спирачки
Предназначени за предпазване от случайно движение на вече спряло превозно средство. Основно са два типа:
- Ръчна (или паркинг) спирачка – при автомобилите чрез лост в купето (снабден с механизъм за ръчно освобождаване) се задейства спирачната система, най-често на задните колела. Това устройство може да се използва и като аварийна система за спиране в движение.
- Спирачна обувка – представлява самостоятелна конструкция с триъгълна форма, която се поставя под колелото.

## Галерия
- Спирачки
- Барабанна спирачка с лента
- Барабанни спирачки с челюстни накладки
- Дискова спирачка
- Електромагнитна спирачка
- Комбинирана спирачна система със спирачен парашут на космическата совалка Дискавъри